# Aulo Gustafsson
Aulo Lemuel Gustafsson (Estocolmo, 5 de diciembre de 1908-Estocolmo, 19 de agosto de 1982) fue un deportista sueco que compitió en natación. Ganó una medalla de plata en el Campeonato Europeo de Natación de 1927 en la prueba de 4 × 200 m libre.

## Palmarés internacional
| Campeonato Europeo | Campeonato Europeo | Campeonato Europeo | Campeonato Europeo |
| Año                | Lugar              | Medalla            | Prueba             |
| ------------------ | ------------------ | ------------------ | ------------------ |
| 1927               | Bolonia (Italia)   | Medalla de plata   | 4 × 200 m libre    |